# Knud Hertling
Knud Ludvig Johannes Hertling, född 7 januari 1925 i Paamiut (danska: Frederikshåb), Grönland, Konungariket Danmark, död 24 oktober 2010, var en dansk-grönländsk politiker och grönlandsminister 1971-1973. Han var bror till polismästaren Jørgen Hertling.

## Bakgrund
Knud Hertling var son till kateketen och organisten Peter Olsen (1892-1930) och Sofie Andersen (1891-1950). Han växte upp i Egedesminde innan han adopterades av pastor Svend Hertling i mars 1947. Han tog studentexamen från Metropolitanskolen 1949 och kunde genom ett stipendium göra en tre månader lång studieresa till FN 1952. Efter hemkomsten började han studera juridik och tog ämbetsexamen vid Köpenhamns universitet 1956. Han anställdes som sekreterare på Grönlandsministeriet samma år och var 1961-1964 fullmäktig hos Landshøvdingen i Godthåb, den högst uppsatta danska ämbetsmannen på Grönland. Han var därefter ledamot i Grønlandsrådet (1964-1971) och en av Grönlands representanter i Folketinget (1964-1973). Han stod formellt utanför den danska partipolitiken, men stod reellt närmast Socialdemokratiet, och grundade det socialdemokratiska partiet Sukaq 1969. Detta parti lyckades dock inte få något större inflytande i grönländsk politik.

## Minister
I oktober 1971 utsågs Hertling till grönlandsminister i Jens Otto Krags tredje regering, och var således den första och enda personen på posten som kom från Grönland. På så vis säkrade Krag ett parlamentariskt flertal för regeringen i Folketinget, tillsammans med stödet från Socialistisk Folkeparti och Det Radikale Venstre. Hertling var positiv till ökat grönländskt självstyre och tillsatte en kommitté, bestående av grönländska politiker, som skulle förbereda förhandlingarna. Han avgick som minister i samband med folketingsvalet 1973, som innebar ett regeringsbyte.
Hertling innehade flera styrelseuppdrag, bland annat som styrelseledamot i Grønlands Idrætsforbund (från 1964), observatör i styrelserådet för Den kgl. grønlandske Handel (1967-1971), ledamot i danska Rädda Barnens verkställande utskott samt ordförande i Danskgrønlandsk kulturfond.